# 円山西町
円山西町（まるやまにしまち）は、北海道札幌市中央区にある地名。町名としては、円山西町と円山西町1〜10丁目が存在する。
その名の通り円山の西側の、谷を含む丘陵地である。円山川の源流がある。
札幌市編入以前は、札幌郡藻岩村大字円山村滝の沢と呼ばれた地域にあたる。

## 施設
- 円山西町簡易郵便局
- 高野山北海道別院　隆光寺
- 妙覚寺
- 泰信寺
- 円山西町児童会館
- 北海道中央児童相談所、北海道立特別支援教育センター、北海道心身障害者総合相談所（同一庁舎）
- 札幌西円山病院
- 真如苑北海道本部
- （一社）企業合理化協会　産業技術教育訓練センター

### 円山西町神社
円山西町6丁目518番地6には円山西町神社が建つ。
主祭神は大山祇神。社殿は1951年（昭和26年）9月、北海道拓殖銀行本店屋上に祀られていた社を譲り受けたものである。
境内には上田善七を顕彰した「善徳翁」碑がある。